# Джон Генри Фредерик Бэкон

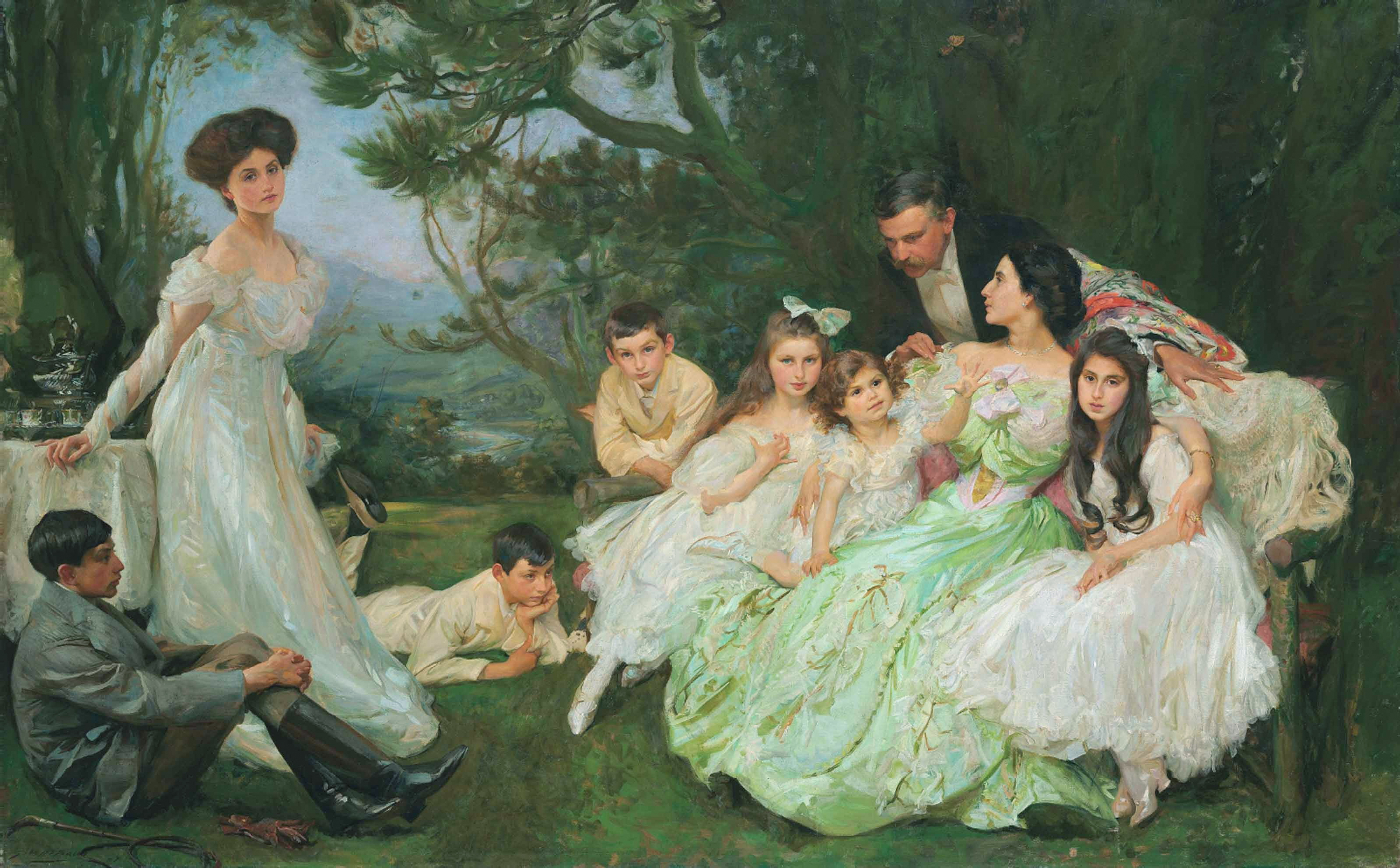
Золотая бабочка — семья Харви, 1907

Джон Генри Фредерик Бэкон (англ. John Henry Frederick Bacon; 4 ноября 1865 года — 24 января 1914 года) — английский художник, иллюстратор. Рисовал портреты, работал в бытовом жанре, писал на исторические и библейские сюжеты. Член Королевской академии художеств.

## Биография
Джон Генри Фредерик Бэкон родился в Кеннингтоне 4 ноября 1865 года. Бэкон был вторым сыном литографа Иоанна Бекона. С детского возраста проявил способности к живописи. Учился в Вестминстерской школе искусств и Королевской академия художеств в Лондоне. В юности стал известен, как выдающийся иллюстратор. В 18 лет совершил путешествие по Индии и Бирме.
В 1889 году, по возвращении в Англию, выставил свои работы Поселок зеленый и Никогда в Королевской академии художеств, с тех пор был постоянным участником выставок. Работал также в области религиозной живописи: Мир вам (1897), «Гефсимания» (1899);. В 1898 году участвовал в выставке картин английских художников в Санкт-Петербурге.
Бекон женился в 1894 году, после чего поселился в доме в Харуэлле, графство Беркшир (ныне в Оксфордшир). У него в семье было 7 детей. Джон Генри Фредерик Бэкон скончался 24 января 1914 года от острого бронхита в возрасте 49 лет..
В настоящее время картины художника находятся в Национальной портретной галерее, в галерее Тэйт Бритен в Лондоне.

## Награды
- Королевский Викторианский орден

## Избранные работы

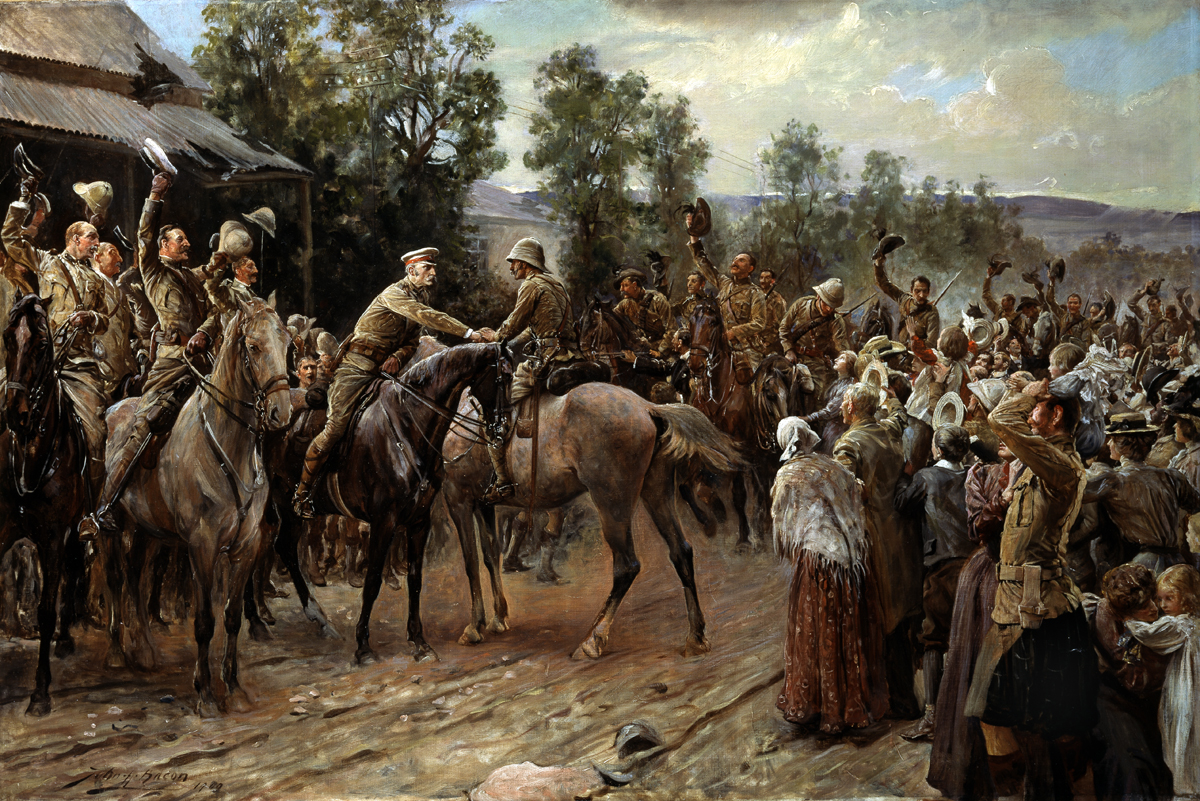
Джон Генри Фредерик Бэкон, Relief of Ladysmith, 28 февраля 1900г.

- Свадебное утро, Джон Генри Фредерик Бэкон (Художественная галерея Леди Левер)
- Портрет Майкла Льюиса Майерс, 1906 (Британская галерея Тейт)

## Избранные иллюстрации
- Ebbutt, Maud Isabel. Hero-myths & legends of the British race (New York: T.Y. Crowell & Company, 1910).
- Squire, Charles. Celtic myth and legend, poetry & romance (London: Gresham).
- Чарльз Диккенс. Крошка Доррит (Gresham, 1912)